# Droga I/9 (Czechy)
Droga I/9 (cz. Silnice I/9) – droga krajowa I kategorii w północno-zachodniej części Czech. Trasa zaczyna swój bieg przy początku autostrady D8 w Pradze i prowadzi dalej na północ przez Czeską Lipę do dawnego przejścia granicznego z Niemcami w Rumburku. 